# Acacia luederitzii
Acacia luederitzii là một loài thực vật có hoa trong họ Đậu. Loài này được Engl. miêu tả khoa học đầu tiên.